# 1259 Ógyalla
1259 Ógyalla eller 1933 BT är en asteroid i huvudbältet, som upptäcktes 29 januari 1933 av den tyske astronomen Karl Wilhelm Reinmuth i Heidelberg. Den har fått sitt namn efter O'Gyalla-observatoriet.
Asteroiden har en diameter på ungefär 36 kilometer och den tillhör asteroidgruppen Themis.